# Beccariella baueri
Beccariella baueri är en tvåhjärtbladig växtart som först beskrevs av Xavier Montrouzier, och fick sitt nu gällande namn av André Aubréville. Beccariella baueri ingår i släktet Beccariella och familjen Sapotaceae.
Artens utbredningsområde är Nya Kaledonien. Inga underarter finns listade i Catalogue of Life.